# Залісне (Охтирський район)
Залі́сне —  село в Україні, у Чернеччинській сільській громаді Охтирського району Сумської області. Населення становить 52 особи. Колишній орган місцевого самоврядування — Бакирівська сільська рада.

## Географія
Село Залісне розташоване на правому березі річки Гусинка, яка через 2 км впадає в річку Ворскла, на протилежному березі - місто Охтирка. До села примикає великий лісовий масив (сосна) в якому знаходиться занедбана база ракет середньої дальності. Поруч проходить автомобільна дорога Р17.

## Історія
12 червня 2020 року, відповідно до розпорядження Кабінету Міністрів України № 723-р «Про визначення адміністративних центрів та затвердження територій територіальних громад Сумської області», село увійшло до складу Черниччинської сільської громади.
19 липня 2020 року, в результаті адміністративно-територіальної реформи та ліквідації Охтирського району(1923-2020), село увійшло до складу новоутвореного Охтирського району.

## Населення

### Мова
Розподіл населення за рідною мовою за даними перепису населення:
| Мова       | Кількість | Відсоток |
| ---------- | --------- | -------- |
| українська | 48        | 92.31%   |
| російська  | 4         | 6.69%    |
| Усього     | 52        | 100%     |